# Edson Araujo
1. REDIRECT Edson Araújo